# 石河镇 (南部县)
石河镇，是中华人民共和国四川省南充市南部县下辖的一个乡镇级行政单位。

## 行政区划
石河镇下辖以下地区：
石河场村、金钢寺村、玉台观村、四合村、西坪寺村、红寺观村、陈家岭村、廖家营村、杨柏林村、牛市坎村、黑滩子村、罗家店村、钟鼓坪村、保坪寺村和高阳寺村。

## 中国传统村落
2013年8月，石河场村被评为第二批中国传统村落。